# 夏末节
夏末节（發音：[ˈsˠəunʲ]、蘇格蘭蓋爾語：[ˈs̪ãũ.ɪɲ]、英語：/ˈsɑːwɪn, ˈsaʊɪn/）是蓋爾人的节日，每年的11月1日是夏末节，不過庆祝活动从每年的10月31日晚上就會开始。夏末节意味著丰收季的结束和冬季的开始。爱尔兰、蘇格蘭和曼島曾普遍慶祝夏末节。